# Fabio Luersen
Fabio Anderson Luersen ist ein brasilianischer Poolbillard- und Snookerspieler.

## Karriere
2001 erreichte Fabio Luersen bei der Panamerikameisterschaft das Finale im 9-Ball und unterlag dort dem Mexikaner Ernesto Domínguez. Bei der 9-Ball-Weltmeisterschaft 2001 schied er als Gruppensechster in der Vorrunde aus.
Nach der Absage von Itaro Santos wurde Luersen 2011 für den World Cup im Snooker nominiert und bildete dort gemeinsam mit Noel Rodrigues das brasilianische Team, das in der Vorrunde ausschied.
Im Mai 2012 nahm er an der Q School teil, bei der er jedoch nicht über das Achtelfinale im ersten Event hinauskam und somit die Qualifikation für die Snooker Main Tour 2012/13 verpasste.
Im November 2014 gelang ihm erstmals der Einzug in die Finalrunde der Amateur-Weltmeisterschaft, bei der er in der Runde der letzten 32 dem Chinesen Zhao Xintong mit 3:5 unterlag.